# São Brás
São Brás este un oraș în statul Alagoas (AL) din Brazilia.